# Oxya maritima
Oxya maritima är en insektsart som beskrevs av Leo L. Mishchenko 1951. Oxya maritima ingår i släktet Oxya och familjen gräshoppor. Inga underarter finns listade i Catalogue of Life.